# José-Karl Pierre-Fanfan
José-Karl Pierre-Fanfan (* 26. Juli 1975 in Saint-Pol-sur-Mer) ist ein ehemaliger französischer Fußballspieler mit Wurzeln in Martinique.

## Karriere

### Verein
Fanfan begann seine Karriere im Alter von 18 Jahren 1993 beim Provinzklub USL Dunkerque. Beim unterklassigen Verein war er Stammspieler und wurde bald von Spähern der französischen Topklubs gesichtet. Das Rennen um den 1,89 m großen Hünen machte schließlich der RC Lens, der ihn 1997 unter Vertrag nahm und bis 2001 sein Arbeitgeber war. Im Januar  2001 verpflichtete ihn der AS Monaco, mit denen er jedoch nicht an seine früheren Leistungen anknüpfen konnte. Also verlieh man ihn 2003 zunächst an Paris Saint-Germain in die Hauptstadt. Während seiner Zeit hier verpasste er das Champions-League-Finale, das Monaco gegen den FC Porto bestritt.  Kurz nach seiner Rückkehr zum AS traf der PSG die Entscheidung, Fanfan dauerhaft zu verpflichten. Er wurde ein fester Bestandteil bei den Dunkelblauen und gehörte bis 2005 zum Stammteam. Dann kam der Tscheche David Rozehnal und verdrängte Pierre-Fanfan aus dem Team, was ihn dazu zwang, sich einem anderen Verein anzuschließen. Er entschied sich für den schottischen Topklub Glasgow Rangers und bildete dort zusammen mit dem aus Trinidad stammenden Marvin Andrews das Abwehrduo bei den Rangers. Im August 2006 bat Pierre-Fanfan seinen Klub um die Auflösung seines Vertrages vor dem eigentlichen Ablaufdatum, da er hier nach der Verpflichtung von Karl Svensson auch keine Chance mehr hatte. Nachdem Pierre-Fanfan zunächst vertragslos war, schloss er sich im November 2006 Al-Sailiya in Katar an. Dort beendete der Abwehrspieler auch knapp drei Jahre später seine aktive Karriere.

### Nationalmannschaft
Von 1998 bis 2009 absolvierte er insgesamt 72 A-Länderspiele für Martinique und erzielte dabei fünf Treffer.